# Drochower Dorfgraben
Der Drochower Dorfgraben ist ein Meliorationsgraben und rechter Zufluss des Meuroer Grabens in Brandenburg. Er befindet sich auf der Gemarkung der Gemeinde Schipkau im Landkreis Oberspreewald-Lausitz in Brandenburg.
Der Graben beginnt auf einer Wiesenfläche östlich der Wohnbebauung von Drochow und unterquert anschließend die Bundesautobahn 13, die in diesem Bereich von Norden kommend in südlicher Richtung verläuft. Anschließend fließt er rund 610 m in südöstlicher Richtung durch eine landwirtschaftlich genutzte Fläche unter der 110-kV-Hochspannungsfreileitung Großräschen – Schwarzheide hindurch und entwässert in den Meuroer Graben.